# Méline Nocandy
Méline Nocandy (născută în 25 februarie 1998) este o handbalistă din Franța care joacă pentru Metz Handball și naționala Franței.
A jucat cu echipa națională și la Jocurile Olimpice de Vară de la Tokyo, cu care a cucerit aurul olimpic.
Este numită de fanii din Hexagon „Mbappé al handbalului feminin”, datorită realizărilor ei în carieră de la o vârstă fragedă.

## Biografie
A debutat în handbal în Guadelupa, devenind campioană a Guadelupei cu echipa Zayen LA, care a câștigat și campionatul secund al Franței în 2015.
Ajunge la Metz Handball în sezonul următor, cu care câștigă campionatul, dar și cupa Franței în 2017, alături de Orlane Kanor.
În martie 2019, este chemată pentru prima oară la echipa națională de handbal feminin a Franței în locul coechipierei sale Grâce Zaadi, care era accidentată. Primul ei meci la naținală a fost în 21 martie 2019, debutând cu o victorie (28-18) în fața României, meci în care a înscris si 3 goluri.